# Калініченко Микола Миколайович
Калініченко Микола Миколайович (нар. 7 квітня 1967) — український радіоастроном, завідувач відділом радіоастрономічної апаратури і методів спостережень Радіоастрономічного інституту НАНУ, лауреат Державної премії України (2018).

## Біографія
Народився 7 квітня 1967 року в c.м.т. Троїцьке тодішньої Ворошиловградської області (тепер Луганська область).
1991 року закінчив Харківський державний університет.
1999 року в Радіоастрономічному інституті НАНУ захистив кандидатську дисертацію «Поляризаційно-узгоджене поширення декаметрових радіохвиль в іоносфері».
З 23 січня 2015 року завідує відділом радіоастрономічної апаратури і методів спостережень Радіоастрономічного інституту.
2014 року в Харківському національному університеті захистив докторську дисертацію «Міжпланетні мерехтіння космічних джерел у декаметровому діапазоні радіохвиль» за спеціальністю «астрофізика, радіоастрономія».

## Нагороди
- Державна премія України в галузі науки і техніки за роботу «Радіовипромінювання Всесвіту на декаметрових хвилях» (2018)[3]